# Nautanwa
Nautanwa is een stad en gemeente in het district Maharajganj van de Indiase staat Uttar Pradesh. 

## Demografie
Volgens de Indiase volkstelling van 2001 wonen er 29.259 mensen in Nautanwa, waarvan 52% mannelijk en 48% vrouwelijk is. De plaats heeft een alfabetiseringsgraad van 62%.